# نادي كارلايل يونايتد
نادي كارلايل يونايتد (بالإنجليزية: Carlisle United Football Club )‏ هو فريق كرة قدم من مدينة كارلايل، كمبريا في المملكة المتحدة، أُسس بتاريخ 1904، يلعب في الدوري الإنجليزي الدرجة الثانية، في ملعب برونتون، يدرب النادي Keith Curle ‏.

## وصلات خارجية
- صفحة بيانات نادي كارلايل يونايتد على موقع كووورة، تاريخ الوصول: 22 سبتمبر 2018.
- الموقع الرسمي